# اچ‌ام‌اس اکتیو (۱۸۶۹)
اچ‌ام‌اس اکتیو (۱۸۶۹) (به انگلیسی: HMS Active (1869)) یک کشتی بود که طول آن ۲۷۰ فوت (۸۲٫۳ متر) بود. این کشتی در سال ۱۸۶۹ ساخته شد.